# Henryk Trębicki
Henryk Trębicki (* 22. Oktober 1940 in Janowszczyzna bei Białystok; † 8. Juni 1996 in Warschau) war ein polnischer Gewichtheber.

## Werdegang
Trębicki wurde in dem kleinen Ort Janowszczyn bei Białystok geboren. In den Kriegswirren wurde seine Familie von den Sowjets nach Sibirien verschleppt. Nach dem Ende des Zweiten Weltkrieges konnte die Familie nach Polen zurückkehren. Als junger Mann begann Trębicki, der nur 1,59 m groß war und ca. 60 kg wog, beim Sportverein WKS Zamość mit dem Gewichtheben. Sein erster Trainer war Tadeusz Skąmski. Nachdem sich bald abzeichnete, dass er ein außerordentliches Talent in dieser Sportart war, kümmerte sich der Cheftrainer des polnischen Gewichtheberverbandes Klemens Roguski persönlich um ihn. Ab 1962 startete er dann mit vielen Erfolgen bei den polnischen und ab 1964 bei internationalen Meisterschaften. Er vertrat Polen bei den Olympischen Spielen 1964, 1968 und 1972 und gewann dabei 1968 in Mexiko-Stadt eine Bronzemedaille im Bantamgewicht. Außerdem wurde er in den Einzeldisziplinen je dreimal Welt- und Europameister. Seine Bronzemedaille der Weltmeisterschaften 1970 wurde ihm allerdings wegen Dopings aberkannt. Trębicki wog normalerweise 61 bis 62 kg und trainierte für die wichtigsten Wettkämpfe immer 5 bis 6 kg Körpergewicht ab, um im Bantamgewicht (bis 56 kg Körpergewicht) starten zu können. Im Federgewicht (bis 60 kg Körpergewicht) war für ihn national als auch international die Konkurrenz zu stark.
Trębicki, der zunächst als Kinooperateur arbeitete, absolvierte nach Beendigung seiner aktiven Laufbahn eine Trainerausbildung und war dann beim Sportverein LKS Ostrovianka in Ostrów Mazowiecka als Trainer tätig.
Er starb schon 1996 nach seiner schweren Operation.

## Internationale Erfolge/Mehrkampf
(OS = Olympische Spiele, WM = Weltmeisterschaft, EM = Europameisterschaft, Ba = Bantamgewicht, Fe = Federgewicht)
- 1964, 4. Platz, OS in Tokio, Ba, mit 342,5 kg, hinter Alexej Wachonin, UdSSR, 357,5 kg, Imre Földi, Ungarn, 355 kg und Shirō Ichinoseki, Japan, 347,5 kg;
- 1965, 3. Platz, EM in Sofia, Ba, mit 332,5 kg, hinter Wachonin, 350 kg und Földi, 347,5 kg;
- 1968, Bronzemedaille, OS in Mexiko-Stadt, Ba, mit 357,5 kg, hinter Mohammad Nassiri, Iran, 367,5 kg und Földi, 367,5 kg;
- 1969, 4. Platz, Großer Preis der UdSSR in Kiew, Fe, mit 355 kg, hinter Dito Shanidze, UdSSR, 385 kg, Karimow, UdSSR, 375 kg und Mieczysław Nowak, Polen, 357,5 kg;
- 1969, 2. Platz, Baltic Cup in Zinnowitz, Fe, mit 357,5 kg, hinter Heinz Becker, DDR, 357,5 kg;
- 1970, 1. Platz, Großer Preis von Teheran, Fe, mit 360 kg, vor Moezi, Iran, 340 kg;
- 1970, 4. Platz, EM in Szombathely, Fe, mit 370 kg, hinter Mladen Kutschew, Bulgarien, 382,5 kg, Jan Wojnowski, Polen, 377,5 kg und János Benedek, Ungarn, 375 kg;
- 1971, 2. Platz, WM in Lima, Ba, mit 367,5 kg, hinter Tschetin, 370,0 kg, vor Mohammad Nassiri, Iran, 360,0 kg; und Földi 357,5 kg;
- 1971, 1. Platz, Baltic Cup in Lübeck, Fe, mit 380 kg, vor Wolfgang Zander, DDR, 372,5 kg und Anikin, UdSSR, 367,5 kg;
- 1972, 4. Platz, EM in Verona, Fe, mit 375 kg, hinter Shanidze, 395 kg und Nurair Nurikian, Bulgarien, 387,5 kg;
- 1972, 4. Platz, OS in München, Ba, mit 365 kg, hinter Földi, 377,5 kg, Nassiri, 370 kg und Gennadi Tschetin, UdSSR, 367,5 kg.

## Medaillen in Einzeldisziplinen
(werden seit 1969 vergeben)
- WM-Goldmedaillen: 1969, Reißen, Ba – 1971, Reißen, Ba,
- WM-Bronzemedaillen: 1971, Drücken, Ba – 1972, Drücken, Ba – 1972, Reißen, Ba
- EM-Goldmedaillen: 1969, Reißen, Ba – 1970, Stoßen, Fe – 1972, Drücken, Fe,
- EM-Silbermedaille: 1969, Drücken, Ba,
- EM-Bronzemedaille: 1970, Drücken, Fe

## Polnische Meisterschaften
- 1962, 3. Platz, Fe, mit 300 kg,
- 1963, 1. Platz, Fe, mit 335 kg,
- 1964, 1. Platz, Ba, mit 335 kg,
- 1965, 3. Platz, Fe, mit 347,5 kg,
- 1967, 3. Platz, Fe, mit 340 kg,
- 1969, 2. Platz, Fe, mit 365 kg,
- 1970, 2. Platz, Fe, mit 367,5 kg,
- 1972, 3. Platz, Fe, mit 375 kg

## Polnische Rekorde
In seiner Laufbahn erzielte Henryk Trębicki insgesamt 21 polnische Rekorde.